# Hieronim Brzeziński
Hieronim Dunin Brzeziński herbu Łabędź – miecznik sandomierski od 1648 roku (zrezygnował przed 24 marca 1673 roku), pisarz kancelarii koronnej w 1638 roku.
Żonaty z Dorotą z Rawiczów Gawrońskich.
Elektor Jana II Kazimierza Wazy. Poseł na sejm zwyczajny 1654 roku, poseł do rokowań ze Szwedami w 1655 roku.
Właściciel Krzczonowa, Gielniowa i Wywozu w powiecie opoczyńskim.